# راملتئون

Ramelteon

راملتئون با نام تجاری رُزِرم یک داروی خواب‌آور است که به جای اتصال به گیرنده‌های گابا، مانند داروهایی مثل زولپیدم، به گیرنده‌های MT1 و MT2 در هسته سوپراکیاسماتیک (SCN) متصل می‌شود. سرعت خواب را تسریع می‌کند و زمان خواب را تغییر می‌دهد. برای استفاده طولانی مدت توسط سازمان غذا و داروی آمریکا (FDA) تأیید شده‌است. راملتئون هیچ اتصال قابل توجهی به گیرنده‌های GABA A نشان نمی‌دهد، که با اثرات ضداضطراب، میورلاکسان و فراموشی مرتبط هستند.